# Cross-dressing

A transznemű büszkeség zászlaja

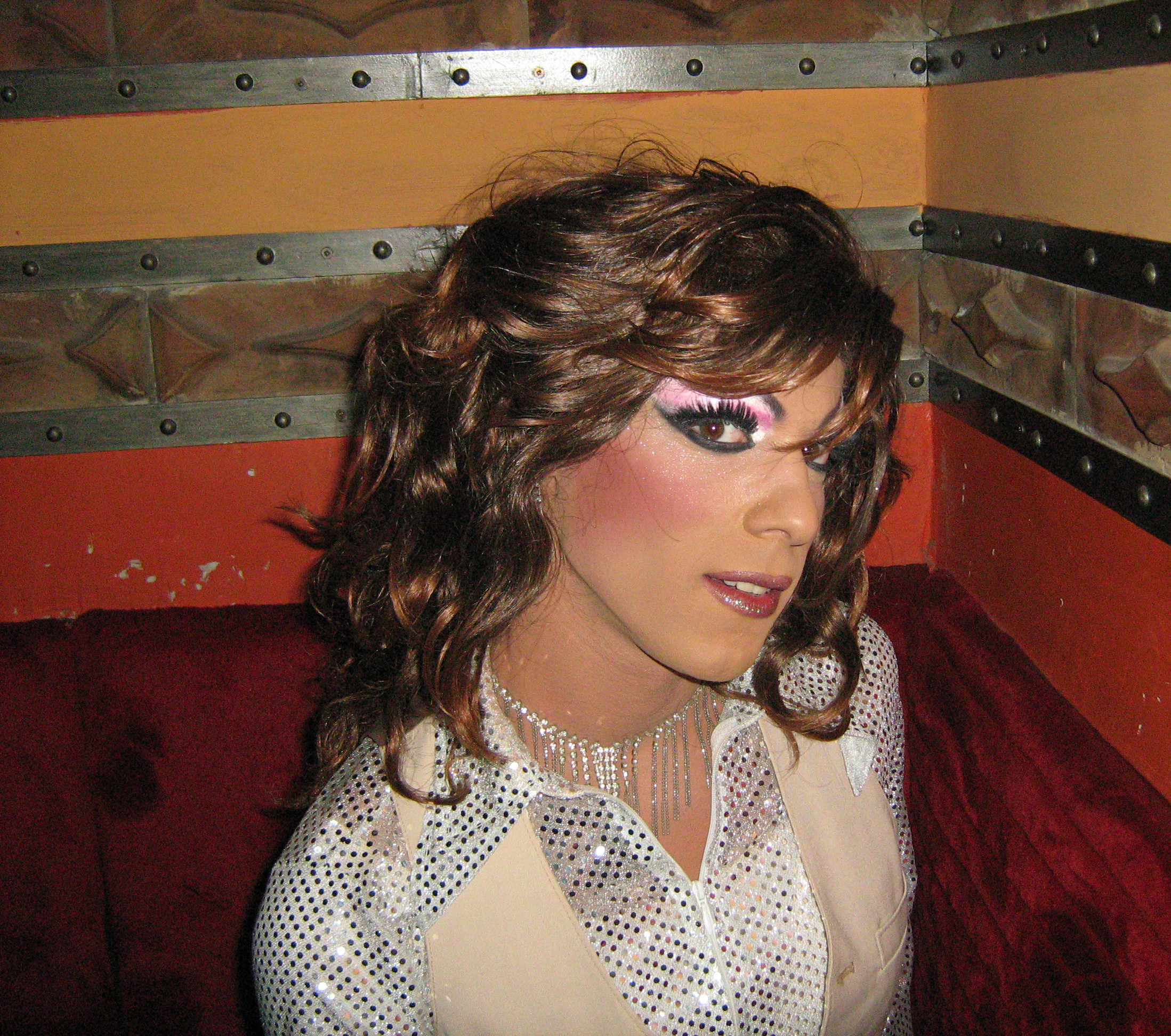
Férfi női sminkben

A cross-dressing (magyarul nincs tökéletes megfelelője, így "keresztöltözésnek" lehet fordítani) az a viselkedési forma, amikor férfiak vagy nők az ellenkező nem ruháit viselik (nem összetévesztendően a transzvesztitizmussal).
A történelem során a férfiakat és a nőket mindig is a ruhájuk stílusa, színe és típusa alapján különböztették meg, és különböző szabályokat, normákat állítottak fel a viselésükkel kapcsolatban. A cross-dressing egy olyan viselkedési forma, amely ezen normák ellen cselekszik, ezért úgy tűnhet, mintha transznemű viselkedést mutatnának annak művelői. A cross-dressing természetesen nem jelent transznemű identitást, tehát a személyről, aki a másik nem ruháit viseli, ez alapján nem állapítható meg nemi identitása.
A cross-dressing fogalma egy olyan cselekvést vagy viselkedést ír le, mely nem magyarázza meg a viselkedés okait. Egyesek ezt a viselkedést a fétisiszta, a homoszexuális viselkedés tárgyköréhez tartozónak vallják, de maga a cross-dressing kifejezés ezt nem foglalja magában. A cross-dresserekre való utalás azt sugallja, hogy ez számukra egy megszokott viselkedésként működik.

## A cross-dressing válfajai
Több különböző fajtája van a cross-dressingnek, és több különböző oka, hogy valaki miért viselkedik így.
Egyesek csak a kényelem vagy a divat miatt viselkednek cross-dresserként. Ők előnyben részesítik az ellenkező nem ruháit. Ebben az esetben ez észrevehető az emberek számára, vagy nem, amennyiben alsóruházatról van szó.
Egyesek csak azért öltöznek át, hogy sokkolják a társadalmat a viselkedésükkel.

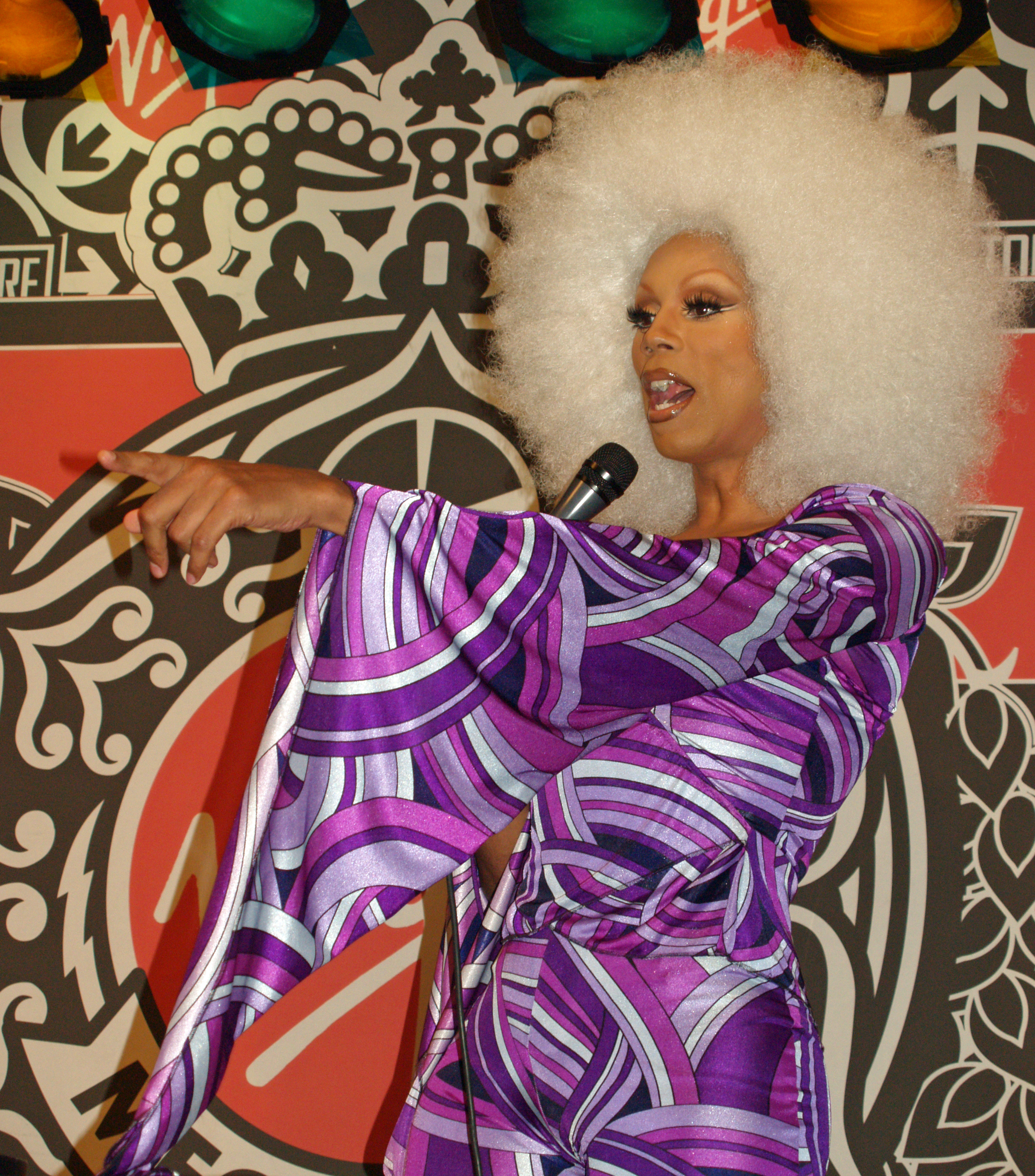
RuPaul, híres drag queen

Férfiak és nők is öltöznek át azért, hogy elrejtsék valódi identitásukat. A történelem folyamán számos nő öltött férfiruhát, hogy a férfidomináns társadalomban érvényesülni tudjon, férfiak által végzett munkát végezhessen, ilyen pl. a katonáskodás. Ezzel szemben számos férfi női ruhában próbált meg, szabadulni a katonai kötelezettségek alól.
Az azonos nemű színészekből álló színházi társulatok gyakran alkalmaznak cross-dressinget, amikor a másik nem szereplőit kell megszemélyesíteniük. A japán (kabuki) és a görög színházakban, a kínai operákban kizárólag férfi színészek voltak, és a reneszánsz kori Angliában is tiltva volt, hogy nők szerepeljenek a színpadon, így a női szerepeket férfiak játszották. A Monty Python Repülő Cirkusza is gyakran alkalmazza ezt a módszert.

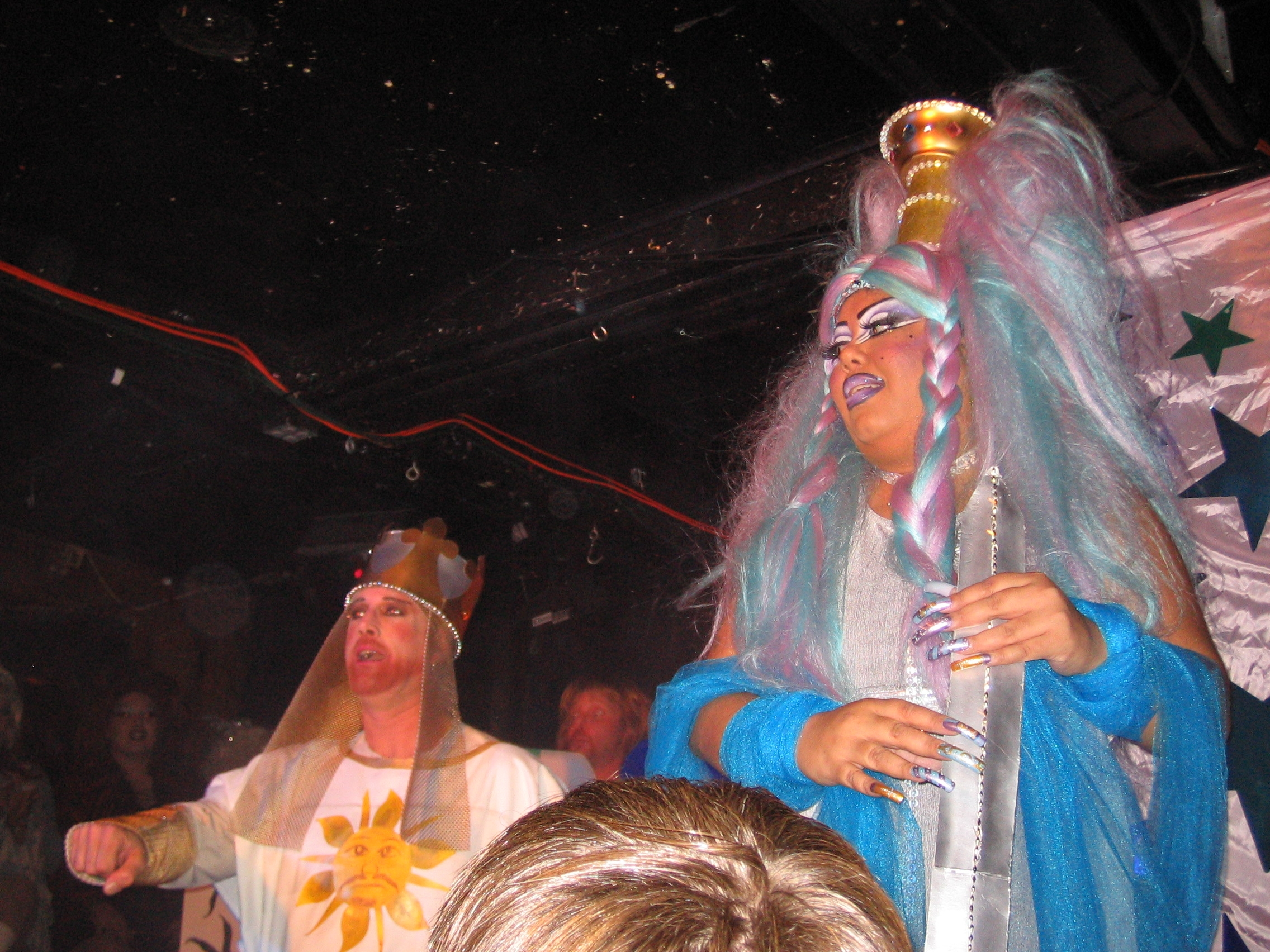
Holy McGrail (jobbra), faux queen, amint San Franciscoban szerepel.

A drag egy speciális formája a cross-dressingnek.
A drag queen olyan férfi, aki túlsúlyosan kihangsúlyozza női személyiségét a ruházatával. Általában híres színésznőket vagy énekesnőket utánoznak a színpadon. A faux queen olyan nő, aki hasonlóképpen cselekszik (ugyanúgy nőket jelenít meg). A hazai közbeszédben transzvesztita előadóművészként is szokták őket nevezni.
A drag king a drag queen ritkább női megfelelője. A (gyakran leszbikus és biszexuális irányultságú) nők a színpadon férfias megjelenést vesznek át és híres színész vagy énekest utánoznak.
A transzvesztita fétisiszták (általában heteroszexuális férfiak) fetisiszta okokból öltöznek át.
Az underderssing ("alulöltözés") fogalma azt jelenti, hogy az ellenkező nem ruháit viselik a saját nemű ruhái alatt. A híres rendező Ed Wood nyilatkozott úgy, hogy a második világháború során gyakran viselt női alsóneműt az uniformisa alatt.
A születésükkor számukra kijelölt társadalmi nemmel azonosuló nemi identitású, nőnek öltöző fiatal feminim férfiakat a crossdressing-gel átfedésbe kerülve a diszkrétebb hangzású "femboy" vagy a BDSM közösségben elterjedt szexista "sissy" jelzővel illeti az angol szleng.

## Társadalmi háttér
A cross-dresserek általában gyerekkorukban kezdik el viselni a másik nem ruháit, általában a testvér, a szülők vagy egy barát ruháit. Néhány szülő megengedi a gyerekeinek ezt a viselkedést, és néhányan kinőnek ebből, amikor felnőttek lesznek. Van, hogy ez a viselkedés felnőttként folytatódik, akkor a házastárssal kerül konfrontációba. A házas cross-dresserek gyakran aggódnak, hogy a házastársuk kifogásolja a viselkedésüket. Időnként megszabadulnak az ellenkező nem ruháitól, ezt tisztulásnak nevezik, majd később egy új ruhagyűjteményt szereznek.

## Híres keresztöltözések

### A görög mitológiában

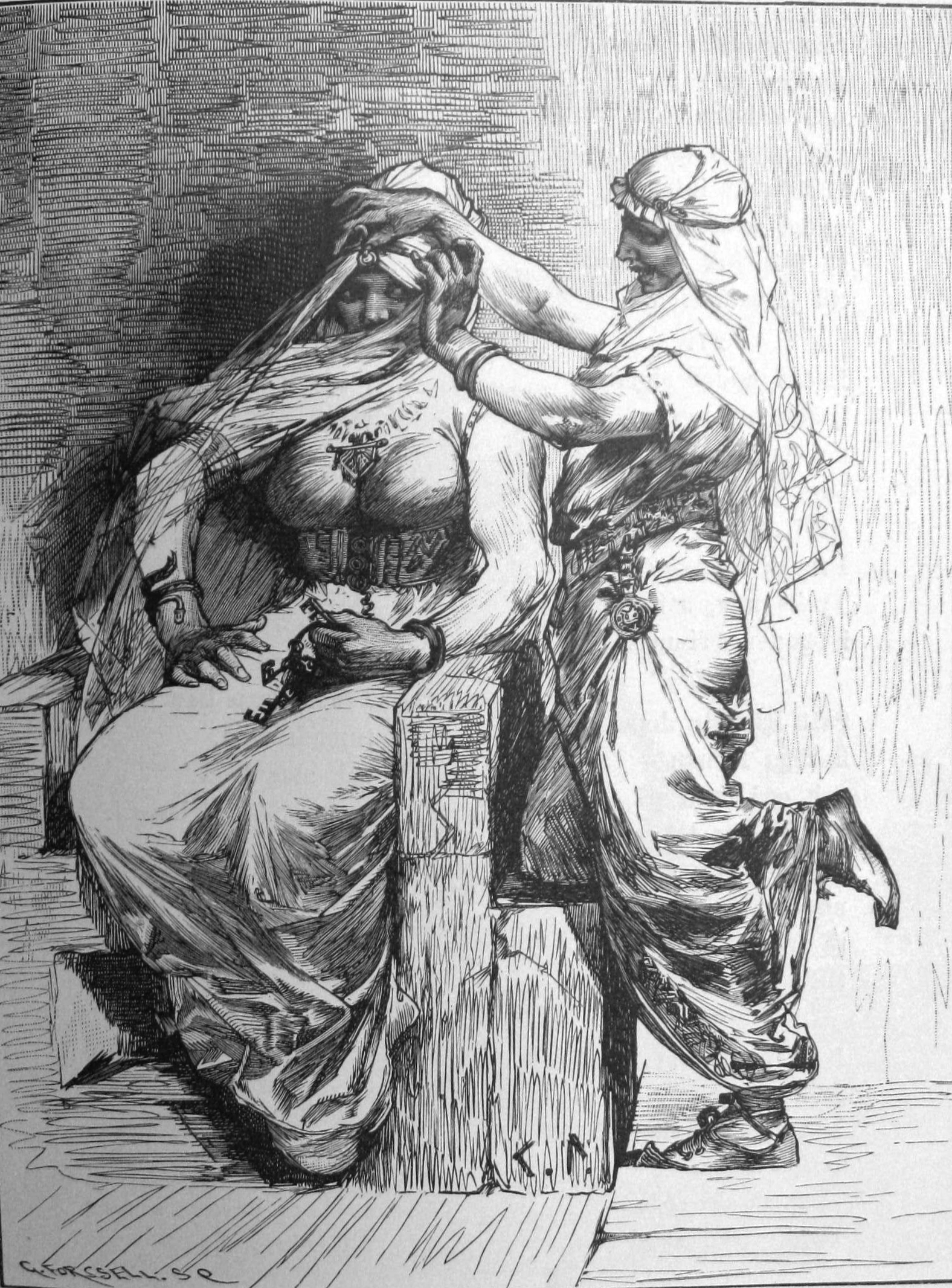
Thor Freyja ruhájában

- Iphitosz meggyilkolása miatt Herkulest Omphalénak adják szolgaként. Számos forrás szerint Omphale női munkákat végeztetett vele. Arra kényszerítette, hogy női viseletet hordjon ezen közben.
- Akhilleusz az anyjától kapott ruhákat viselte, hogy ne kelljen Odüsszeusz hívására a trójai háborúba mennie.
- Pallasz Athéné gyakran férfinak öltözve bátorította népét az Odüsszeiában.

### A viking mitológiában
- Thor Freyjának öltözött, hogy visszaszerezze mjölnirt, a kalapácsát.
- Odin női gyógyítónak öltözött.

### Híres történelmi személyek
- Hua Mulan (akiről Mulan figuráját formálták), lehet hogy csak kitalált személy lehetett, de lehetséges, hogy valóban élt. Állítólag a Vej-dinasztia alatt élt, férfinak öltözött, hogy kisegítse háza népét.
- Számos történet szól a sivatagi szerzetesekről, akik között voltak szerzetesnek öltözött nők is. Ez a haláluk után derült ki, mielőtt eltemették volna őket. Az egyik ilyen nő, Alexandriai Szent Mária, aki 508-ban halt meg, az apját követte a monostorba.
- Johanna nőpápa története egy olyan nőről szól, aki az érvényesülés miatt öltözött papnak, majd az egyházi ranglétrán emelkedve végül a legmagasabb tisztségig jutott. Teherbe esett, majd gyermeke megszületésekor a római nép megkövezte.
- Jeanne d’Arc, a 15. századi francia parasztlány katonának öltözve bátorította a hadsereget. Miután elfogták, a bíróság azért is ítélte halálra (többek között), mert férfiruhát viselt.
- George Sand (Amandine-Aurore-Lucile Dupin), 19. századi francia regényíró általában férfiruhában mutatkozott.
- Billy Tipton híres jazz-zongorista és szaxofonos volt. 1914-ben Dorothy Lucille Tipton néven született, de az 1930-as évektől kezdve férfiként élt. Ötször nősült meg és ezalatt három fiút fogadtak örökbe. 1989-ben bekövetkezett haláláig szülőcsaládján kívül senki nem tudta, hogy nem férfi.

## Külső hivatkozások
- http://misseszti.blog.hu/
- Cross-dressing Magyarországon
- Egy tinédzser cross-dresser naplója (angolul)